# Zmijino mlijeko
Zmijino mlijeko (hrvatski nazivi: žuti rosopas, zmijino mlijeko; narodni nazivi: rosopas obični, celidonija, trava od žutice; lat. Chelidonium majus) je biljka iz roda Chelidonium. Raste u Europi (uključujući Hrvatsku) i zapadnoj Aziji. Naraste do 120 cm visine. Cvate žutim cvjetovima. Plod je tanka mala mahuna, u kojoj su crne, sitne sjemenke. Iz otkinutih dijelova biljke curi žuto do narančasto obojen sok. Biljka je ljekovita, sadrži velik broj alkaloida.

## Farmakologija
Biljka se smatra blago otrovnom, sadrži brojne izokinolinske alkaloide,no ima široku terapeutsku uporabu,isključivo u kontroliranim uvjetima,i uz precizno doziranje. Glavni djelotvorni alkaloid je koptizin.

## Uporaba u narodnoj medicini
Rosopas se smatrao ljekovitom biljkom već kod starih Rimljana. Kao medicinska sirovina koristi se biljka  (lat. Herba Chelidonii), koja se bere tijekom faze cvjetanja i brzo se suši na temperaturi od 50-60 ° C. Koristi se u obliku 5% -tne vodene infuzije kao koleretskog i baktericidnog sredstva za bolesti jetre i žučnog mjehura .
Sok rosopasa u narodnoj medicini koristi se za uklanjanje bradavica, papiloma i drugih kožnih problema.
Na temelju mješavine alkaloida rosopasa proizvodi se citotoksični lijek Ukrain.
Avicena je napisao da je rosopas koristan za žvakanje kod zubobolje, "... istisnuti sok uvelike pomaže u izoštravanju vida i smanjuje vodu u oku (katarakta)". U suvremenoj medicini,rosopas se kod tih bolesti ne koristi, jer je vrlo otrovan.
Kod homeopatije, esencija svježeg korijena koristi se za liječenje bolesti jetre, bubrega i pluća .
U obliku praha i biljnih infuzija koristi se kao insekticid .
Nadzemni se dijelovi koriste u veterinarskoj medicini za liječenje rana i kožnih bolesti .

## Vanjske poveznice
PFAF database Chelidonium majus  Arhivirana inačica izvorne stranice od 20. studenoga 2012. (Wayback Machine)
|  | Zajednički poslužitelj ima još gradiva o temi Chelidonium majus |
|  | Wikivrste imaju podatke o taksonu Chelidonium majus             |

- Chelidonium majus, Koreja
- Chelidonium majus, Njemačka
- Chelidonium majus, cvijet
- Chelidonium majus, list
- Chelidonium majus, plod
- Chelidonium majus, sjeme